# Хрещате (Полтавський район)
Хреща́те — село в Україні, у Решетилівській міській громаді Полтавського району Полтавської області. Населення становить 262 осіб. До 2020 орган місцевого самоврядування — Калениківська сільська рада.

## Географія
Село Хрещате розташованея між річками Псел і Говтва (6-7 км), за 2 км від села Паненки. Селом протікає пересихаючий струмок з загатою.

## Історія
12 червня 2020 року, відповідно до розпорядження Кабінету Міністрів України № 721-р «Про визначення адміністративних центрів та затвердження територій територіальних громад Полтавської області», село увійшло до складу Решетилівської міської громади.
19 липня 2020 року, в результаті адміністративно — територіальної реформи та ліквідації Решетилівського району, село увійшло до складу новоутвореного Полтавського району Полтавської області.

## Економіка
- Молочно-товарна ферма.

## Відомі особистості
Драюк Петро Васильович — український військовик, учасник російсько-української війни
Москівець Валентин Олександрович — український військовик, учасник російсько-української війни.